# Vulnerabilitat
|  | Aquest article tracta sobre vulnerabilitat. Si cerqueu vulnerabilitats informàtiques, vegeu «error de programari». |

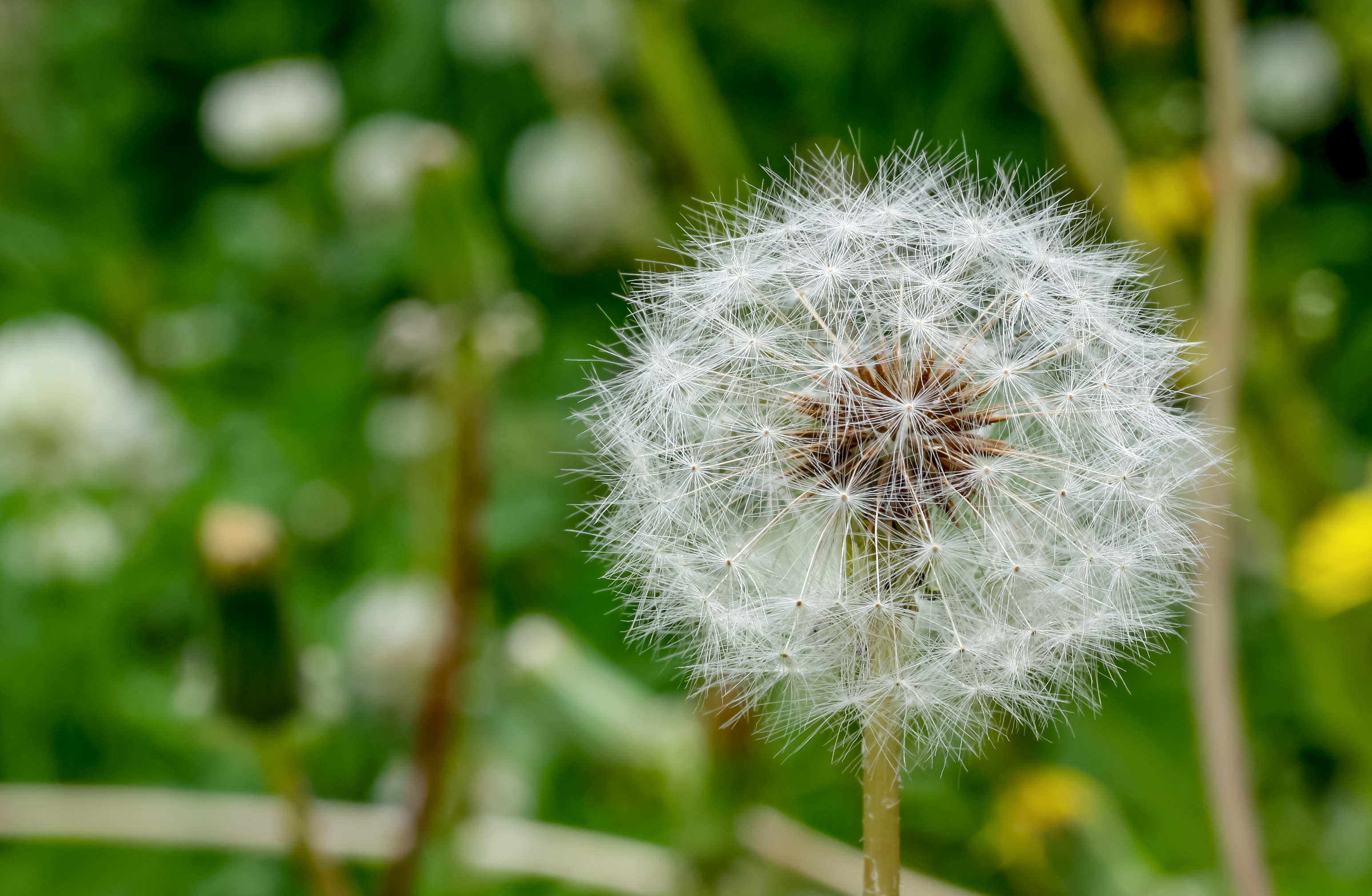
El dent de lleó és molt vulnerable.

En termes de desastres per fenòmens naturals, entenem que la vulnerabilitat és com una mesura que tan susceptible un bé exposat a ser afectat per un fenomen pertorbador, per exemple, una casa construïda amb fusta és més vulnerable que una construïda amb un altre material davant d'un tornado. La vulnerabilitat és avaluada depenent del bé que s'està analitzant i el fenomen que és capaç de danyar-lo.
En termes de Seguretat de la Informació, una vulnerabilitat és una debilitat en els procediments de seguretat, disseny, implementació o control intern que podria ser explotada (accidentalment o intencionadament) i que resulta en una bretxa de seguretat o una violació de la política de seguretat de sistemes.
Una possible definició senzilla de vulnerabilitat podria ser:
"Per vulnerabilitat entenem les característiques d'una persona o grup des del punt de vista de la seva capacitat per anticipar, sobreviure, resistir i recuperar-se de l'impacte d'una amenaça natural. Implica una combinació de factors que determinen el grau fins al qual la vida i la subsistència d'algú queda en risc per un esdeveniment diferent i identificable de la naturalesa o de la societat."
És important assenyalar que durant el període 1999-2003, la Comissió Econòmica per a l'Amèrica Llatina (CEPAL) va realitzar una sèrie d'estudis tant de caràcter teòric com d'investigació aplicada en el qual es va tractar d'aconseguir diverses aproximacions al terme de Vulnerabilitat, com en acabo vulnerabilitat amb adjectius, principalment "vulnerabilitat social" i "vulnerabilitat socialdemogràfica".
Encara que posteriorment, s'ha continuat usant l'acabo vulnerabilitat, dins dels documents de la CEPAL han desaparegut gairebé totalment les mencions als conceptes de "vulnerabilitat social" i "vulnerabilitat sociodemogràfica".